# Berberis malipoensis
Berberis malipoensis là một loài thực vật có hoa trong họ Hoàng mộc. Loài này được C.Y.Wu & S.Y.Bao mô tả khoa học đầu tiên năm 1985.